# كينيث إل. ويليام
كينيث إل. ويليام (بالإنجليزية: Kenneth L. Hale) هو لغوي أمريكي، ولد في 15 أغسطس 1934 في إيفانستون في الولايات المتحدة، وتوفي في 8 أكتوبر 2001 في ليكسينغتون في الولايات المتحدة.